# Valter Mutt
Valter Mutt é um político sueco.
Nasceu em 1955.
Foi deputado do Parlamento da Suécia - o Riksdagen – pelo Partido Verde, em 2010-2018. 
Durante esse período foi o porta-voz do partido para a política externa. 
Em janeiro de 2019, abandonou o Partido Verde.